# Virginio Gazzolo
Virginio Gazzolo, talvolta indicato come Virgilio Gazzolo (Roma, 7 settembre 1936), è un attore italiano.

## Biografia
Figlio di Lauro e fratellastro minore di Nando, dopo aver abbandonato gli studi di medicina, debutta in teatro nel 1960 e inizia la sua carriera recitando nel ruolo del titolo ne Il più gran ladro della città di Dalton Trumbo al Teatro Manzoni di Milano, per la regia di Gianfranco De Bosio. Successivamente, insieme ad Antonio Calenda, Vittorio Sindoni e ad attori emergenti di quegli anni (Leo de Berardinis, Piera Degli Esposti, Gigi Proietti) contribuisce a fondare la prima storica "cantina" teatrale romana (Il Teatro dei 101) prediligendo lavori d'avanguardia e autori, quali Fernando Arrabal, Harold Pinter, Corrado Augias e Giorgio Manganelli. Subito dopo l'esperienza dei 101 torna al teatro ufficiale interpretando un testo di Samuel Beckett, Tutti quelli che cadono, protagonista insieme a Paola Borboni, con la regia di Beppe Menegatti al Teatro Stabile di Firenze e al Teatro Odeon di Milano.
Doppiatore per la SAS negli anni sessanta. Nel 1967 interpreta il Lutero di John Osborne, con la regia di Menegatti, che gli vale il premio San Genesio come miglior attore protagonista.
Nel 1969, con Edmonda Aldini, Francesca Benedetti e altri, è tra i fondatori, a Modena, della cooperativa di artisti Comunità Teatrale Emilia Romagna, dove lavora con registi, come Castri, Cobelli, Guicciardini e Marcucci. Prosegue la sua carriera interpretando ruoli con altri grandi registi, come Missiroli, Trionfo, Sequi, Pagliaro, Tiezzi, Garella, Mezzadri, De Chiara, Parodi, Emiliani, Maraini. In televisione ha interpretato il ruolo del presidente statunitense Franklin Delano Roosevelt nella miniserie del 1975 La guerra al tavolo della pace. Nel 1972 Roberto Rossellini gli affida il ruolo di Leon Battista Alberti nella miniserie televisiva L'età di Cosimo de' Medici.

## Filmografia parziale

### Cinema
- Signore & signori, regia di Pietro Germi (1966)
- I giorni dell'ira, regia di Tonino Valerii (1967)
- La donna, il sesso e il superuomo, regia di Sergio Spina (1967)
- Omicidio per vocazione, regia di Vittorio Sindoni (1968)
- Non si sevizia un paperino, regia di Lucio Fulci (1972)
- L'età di Cosimo de' Medici, regia di Roberto Rossellini (1973)
- E se per caso una mattina..., regia di Vittorio Sindoni (1973)

### Televisione
- Laura Storm – serie TV, episodio Rapina in francobolli (1966)
- Il triangolo rosso – serie TV, episodio Lo sconosciuto (1967)
- La sconfitta di Trotsky, regia di Marco Leto – film TV (1967)
- Le mie prigioni, regia di Sandro Bolchi – miniserie TV (1968)
- Elisabetta d'Inghilterra, regia di Edmo Fenoglio – film TV (1970)
- Ipotesi di un omicidio, regia di Gian Pietro Calasso – film TV (1971)
- Il carteggio Aspern, regia di Sandro Sequi – film TV (1972)
- Agostino d'Ippona, regia di Roberto Rossellini – miniserie TV (1972)
- L'età di Cosimo de' Medici, regia di Roberto Rossellini – miniserie TV (1972)
- L'allodola di Jean Anouilh, regia di Vittorio Cottafavi, trasmessa dal Secondo Canale, il 16 marzo 1973.
- Napoleone a Sant'Elena, regia di Vittorio Cottafavi – miniserie TV (1973)
- Un nemico del popolo di Henrik Ibsen, regia di Sandro Sequi (1973)
- Brecht in America, regia di Marco Parodi – film TV (1973)
- La donna del mare, regia di Sandro Sequi – film TV (1973)
- La guerra al tavolo della pace, regia di Massimo Sani e Paolo Gazzara – miniserie TV (1975)
- Una donna uccisa con la dolcezza, regia di Sandro Sequi – film TV (1978)
- La Mandragola, regia di Roberto Guicciardini – film TV (1978)
- Storie della camorra, regia di Paolo Gazzara – miniserie TV, episodio L'onorevole (1978)
- Vita quotidiana di..., regia di Claudio Bondì – miniserie TV, episodio Aimone di Challant, feudatario del castello di Fenis (1980)

## Radio
- Il generale Federico di Jacques Constant, regia di Umberto Benedetto, trasmesso il 18 ottobre 1961.
- Film, soggetto e sceneggiatura di Antonio Nediani, regia di Giorgio Pressburger, 25 ottobre 1962.
- Libertà provvisoria di Edoardo Anton, regia di Enrico Colosimo, 10 luglio 1965.
- Il cigno nero di Martin Walser, regia di Sandro Sequi, 3 aprile 1967.
- Il cugino Gerardo di Enrico Roda, regia di Guglielmo Morandi, 12 puntate, dal 2 al 17 settembre 1968.
- I nani di Harold Pinter, regia di Andrea Camilleri, 2 gennaio 1971.
- Ulisse sotto inchiesta di Ghigo De Chiara, regia di Giandomenico Giagni, 27 giugno 1971.
- La piovra di Stanisław Ignacy Witkiewicz, regia di Sandro Sequi, 5 giugno 1972.
- Tua per sempre, Claudia di Biagio Proietti e Diana Crispo, regia di Biagio Proietti, 15 puntate, dal 21 agosto all'8 settembre 1972.
- Piccolo mondo antico di Antonio Fogazzaro, regia di Umberto Benedetto, 15 puntate, dal 23 aprile all'11 maggio 1973.
- Tamburi nella  notte di Bertolt Brecht, regia di Roberto Guicciardini, 18 giugno 1973.
- Le interviste impossibili: Giorgio Manganelli incontra Marco Polo, regia di Sandro Sequi, 12 luglio 1974.
- Le interviste impossibili: Giorgio Manganelli incontra Re Desiderio, regia di Sandro Sequi, 16 agosto 1974.
- Il pellicano di August Strindberg, regia di Mario Missiroli, 23 settembre 1974.
- Casa di bambola di Henrik Ibsen, regia di Giandomenico Curi, 26 febbraio 1975.
- Il mare di Edward Bond, regia di Antonio Calenda, 23 giugno 1975.
- Tema di Orfeo, testo e regia di Franco Ruffini, 30 gennaio 1976.
- Timone d'Atene di William Shakespeare, regia di Marco Parodi, 2 ottobre 1978.
- La pillola di Fabio Carpi, regia di Ida Bassignano, 13 ottobre 1978.
- Il sole sotto gli zoccoli dei cavalli di Jorge Enrique Adoum, regia di Julio Zolueta, 26 febbraio 1979.
- Troilo e Cressida di William Shakespeare, regia di Marco Gagliardo, 23 aprile 1979.

## Teatro
- Un sorso di terra di Heinrich Böll, regia di Gianfranco De Bosio, con Roberto Alpi, Giuliana De Sio, Toni Garrani, Roberto Herlitzka e Fabrizio Temperini (1978)[2]

## Doppiaggio
- Klaus Kinski in L'uomo, l'orgoglio, la vendetta, Appuntamento col disonore, Il venditore di morte, La vendetta è un piatto che si serve freddo
- Gene Hackman in Gangster Story
- Nino Musco in 7 dollari sul rosso
- Ettore Manni in Angelica e il gran sultano
- Franco Balducci in Da uomo a uomo
- Eduardo Fajardo in Anda muchacho, spara!
- Dan Vadis in Un uomo, un cavallo, una pistola
- Little Tony in Un gangster venuto da Brooklyn
- Robert Woods in La battaglia dei giganti

## Doppiatori italiani
- Oreste Lionello in Signore & signori